# Violí de cordes simpàtiques
El  violí de cordes simpàtiques és un instrument de corda construït pel lutier català Ricard Margarit format per 21 cordes i inspirat en instruments tradicionals indis com el sarod i el sarangui. Aquest lutier només va construir quatre d'aquests violins i només hi ha quatre persones a tot el món que el saben tocar.

Aquests quatre violinistes són: Laksmnaraiana Subramaniam (India), Paul Giger (Suïssa), Zoltán Lantos (Hongria) i Ernesto Briceño (Veneçuela).